# Piper PA-44 Seminole
Piper PA-44 Seminole — американский лёгкий двухмоторный самолёт общего назначения. Разработан и производился предприятием Piper Aircraft. Серийный выпуск — 1979—1982 гг., затем — с 1995 года (по состоянию на 2010 год, производство продолжается).
Самолёт появился как результат дальнейшего развития одномоторного самолёта Piper PA-28 Cherokee и первоначально в основном использовался как тренировочный самолёт.

## Разработка, конструкция, варианты
Piper PA-44 Seminole— двухмоторный цельнометаллический моноплан нормальной аэродинамической схемы с низким расположением крыла. Трёхстоечное убирающееся шасси с носовой стойкой. На самолёты первой серии устанавливались двигатели Lycoming O-360-E1A6D мощностью 180 л. с. (правый двигатель — LO-360-E1A6D, противоположного вращения). Противоположное направления вращения левого и правого воздушных винтов компенсировало реактивный момент на разбеге и упрощало пилотирование при отказе одного из двигателей.    

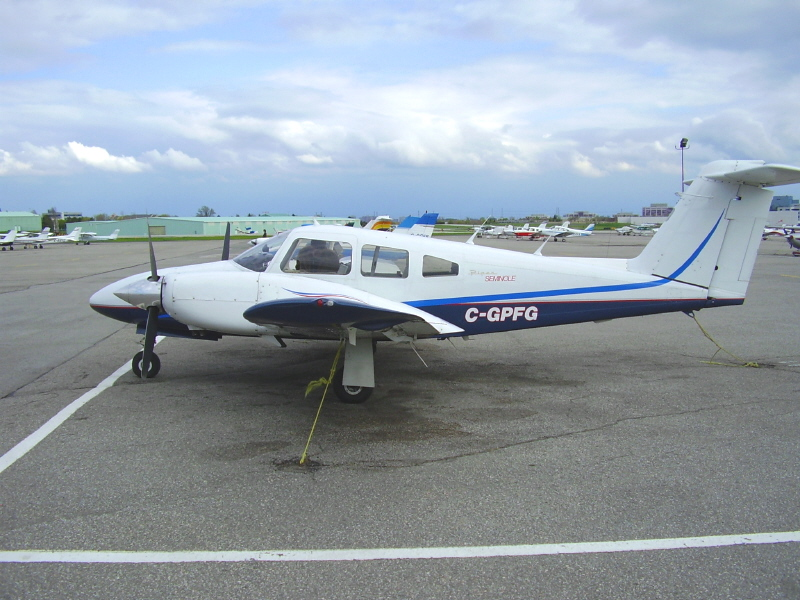
Piper PA-44-180 Seminole

Самолёт был сертифицирован в 1978 году и запущен в серийное производство.  На более поздние производственные серии устанавливались двигатели Lycoming O-360-A1H6.
Модификация PA-44-180T Turbo Seminole сертифицирована в ноябре 1979 года и производилась в 1981—1982 годах. Эти самолёты оснащались двигателями Lycoming TO-360-E1A6D (мощность 180 л. с.) с турбонаддувом, что заметно улучшило лётные характеристики самолёта.

## Лётно-технические характеристики
Экипаж: 1
Пассажировместимость: 3
Длина: 8.41 м
Размах крыльев: 11.77 м
Высота: 2.59 м
Площадь крыла: 17.1 м²
Вес (пустой) : 1,070 кг
Вес (максимальный взлётный) : 1,723 кг
Силовая установка: 2 × ПД Lycoming LO-360-A1H6, 4-цилиндровый горизонтальный оппозитный, воздушного охлаждения, мощность 180 л. с. на уровне моря каждый
Воздушные винты: Hartzell HC-C2Y(K,R), 2-лопастные изменяемого шага, флюгируемые
Максимальная скорость: 374 км/ч
Крейсерская скорость: 287 км/ч
Дальность: 1,630 км
Практический потолок: 5213 м